# Cum tanto Divino
Cum tanto Divino was een pauselijke bul, uitgevaardigd in 1506 door paus Julius II, die tot doel had het tegengaan van simonie ten behoeve van de pauskeuze en het straffen van deelnemers aan het conclaaf die zich schuldig maakten aan omkoping.

## Hypocrisie
Door de uitvaardiging van deze bul beschreef paus Julius II precies datgene wat er gebeurd was tijdens zijn eigen keuze tot paus in 1503.
Na de dood van paus Innocentius VIII in 1492 was Giuliano della Rovere (de wereldlijke naam van Julius II) ervan overtuigd dat hij gekozen zou worden tot paus. In plaats daarvan werd paus Alexander VI gekozen, lid van de Borgia familie. Uit kwaadheid hierover beschuldigde della Rovere de paus ervan zijn aanstelling te hebben verkregen via simonie. Uit angst voor eventuele represailles van Borgia dook hij onder in Ostia en vertrok later naar Parijs om daar steun te verkrijgen voor zijn zaak. Dit mislukte echter.
Toen Alexander VI in 1503 overleed –waarschijnlijk door vergiftiging- werd della Rovere opnieuw gepasseerd en werd kardinaal Piccolomini uit Siena gekozen tot paus Pius III. Zijn pontificaat duurde slechts 10 dagen en ook van hem werd gezegd, dat hij door vergiftiging om het leven was gekomen.
Bij het daaropvolgende conclaaf wendde della Rovere al zijn diplomatieke vaardigheden aan, om zo tot paus te worden gekozen. De keuze voor de nieuwe paus was binnen 5 uur bekend en werd della Rovere. Het staat vast, dat hij deze benoeming te danken had aan omkoping. 
Dat uitgerekend Julius II kwam met de bul Cum tanto Divino werd wel beschouwd als een staaltje van hypocrisie. Overigens was hij niet de enige paus die op een dergelijke wijze het pontificaat had gekocht.